# مارجوري بارنارد
مارجوري بارنارد (بالإنجليزية: Marjorie Barnard)‏ (16 أغسطس 1897 في أستراليا - 8 مايو 1987 في أستراليا)؛مؤرخة، أمينة مكتبة، كاتِبة وروائية أسترالية.